# HD 11928
HD 11928，又名BD+27 310，SAO 75048、HR 564，是一颗恒星，视星等为5.82，位于銀經140.4，銀緯-32.81，其B1900.0坐标为赤經1h 52m 2.7s，赤緯+27° -32.81′ 4″。